# 杨文贵 (1929年)
杨文贵（1929年8月10日—），男，黎族，广东崖县（今海南三亚）人，中华人民共和国政治人物，曾任海南省人大常委会副主任，第七、八届全国人大代表，中共十二大代表。